# Seiwa

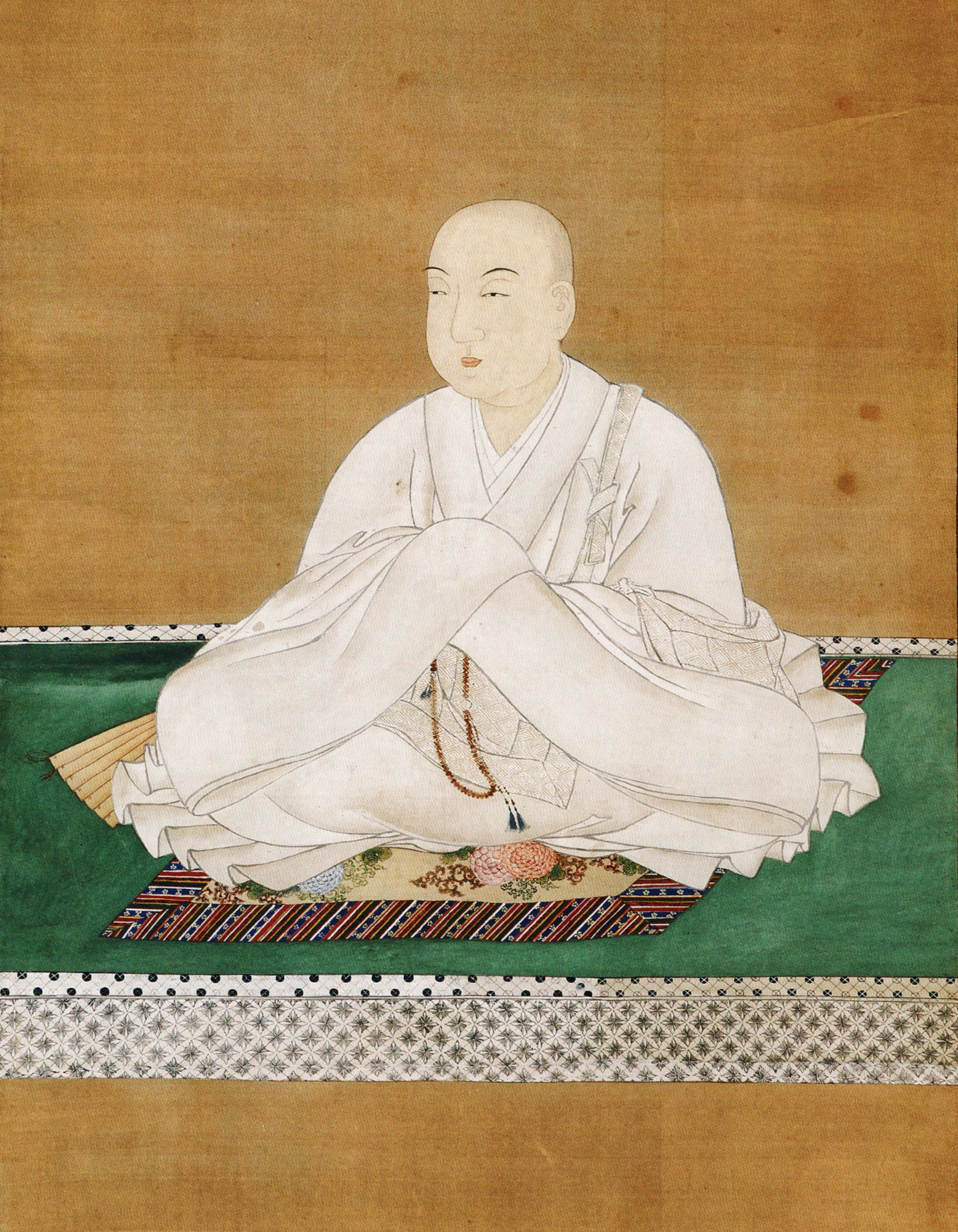
Seiwa

Seiwa (japanisch 清和天皇, Seiwa-tennō; * 10. Mai 850; † 7. Januar 881) war der 56. Tennō von Japan.
Der Kaiser Seiwa war der Sohn des Kaisers Montoku und regierte von 858 bis 876. Seiwa war bei seinem Amtsantritt erst 8 Jahre alt. Sein Großvater Fujiwara no Yoshifusa († 872) amtierte daher als Regent (Sesshō) und damit de facto als Herrscher Japans.
Der Klan Minamoto stammte von Seiwa ab: Minamoto no Yoritomo, Ashikaga Takauji und Takeda Shingen stammten von dieser Linie. Auch Tokugawa Ieyasu behauptete, sein Haus stamme von einer Linie des Kaisers Seiwa, vom Klan Nitta ab, was aber zweifelhaft ist.